# Есперія
Есперія (італ. Esperia) — муніципалітет в Італії, у регіоні Лаціо,  провінція Фрозіноне.
Есперія розташована на відстані близько 115 км на південний схід від Рима, 40 км на південний схід від Фрозіноне.
Населення — 3846 осіб (2014).

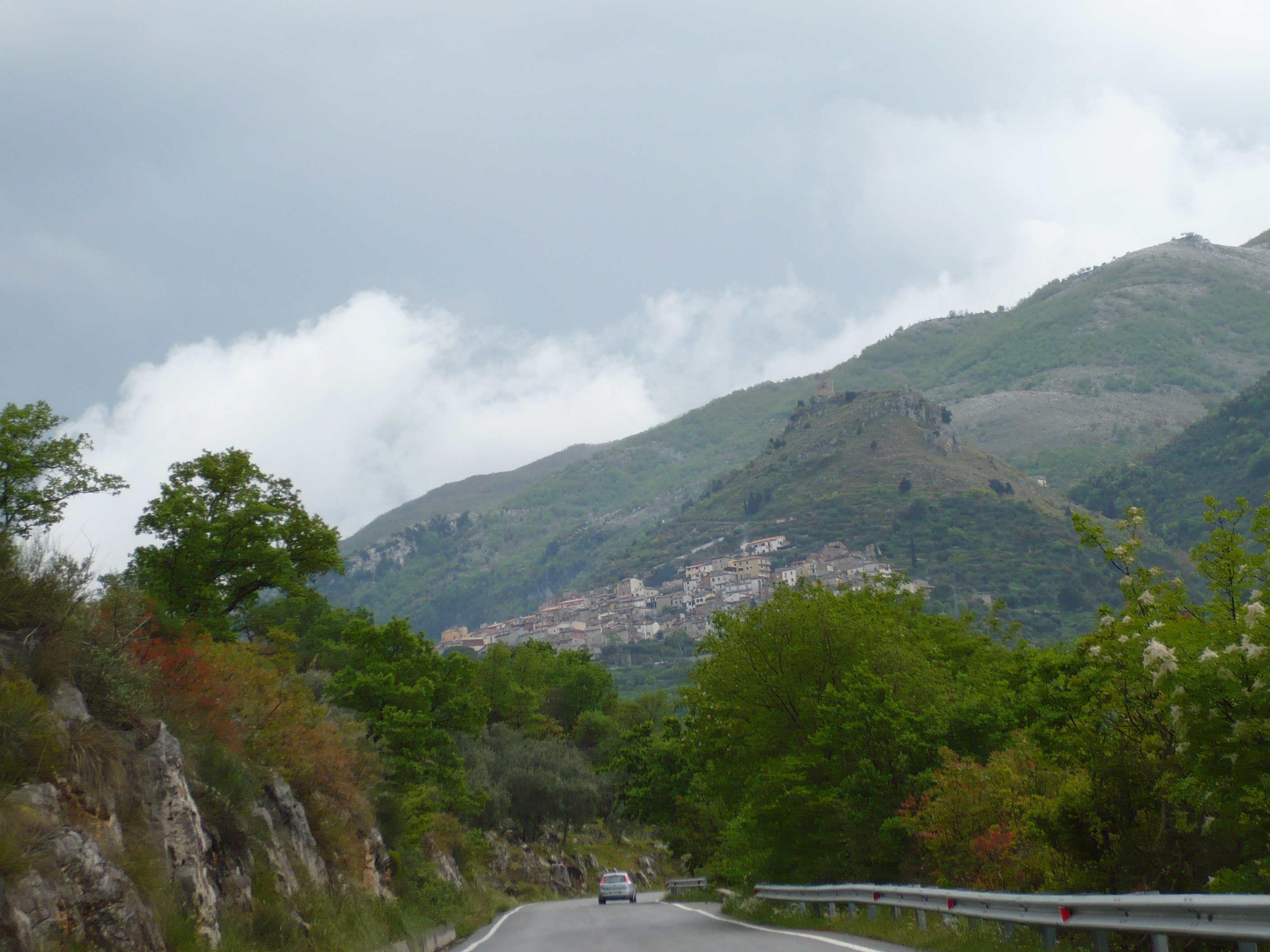

Щорічний фестиваль відбувається 30 травня. Покровитель — San Clino abate.

## Демографія
Населення за роками:

Станом на 1 січня 2023 року в муніципалітеті офіційно проживали 102 іноземці з 24 країн, серед них 45 громадян країн Євросоюзу та 8 громадян України.

## Сусідні муніципалітети
- Аузонія
- Камподімеле
- Кастельнуово-Парано
- Формія
- Ітрі
- Піньятаро-Інтерамна
- Понтекорво
- Сан-Джорджо-а-Лірі
- Спіньо-Сатурнія